# Olho d'Água das Cunhãs
Olho d'Água das Cunhãs este un oraș în unitatea federativă Maranhão (MA), Brazilia.